# The Ragpicker's Dream
The Ragpicker's Dream treći je studijski album Marka Knopflera izdan 2002. godine.

## Popis pjesama
1. "Why Aye Man"   – 6:14
2. "Devil Baby"   – 4:05
3. "Hill Farmer's Blues"   – 3:45
4. "A Place Where We Used To Live"   – 4:34
5. "Quality Shoe"   – 3:56
6. "Fare Thee Well Northumberland"   – 6:29
7. "Marbletown"   – 3:33
8. "You Don't Know You're Born"   – 5:21
9. "Coyote"   – 5:56
10. "The Ragpicker's Dream"   – 4:20
11. "Daddy's Gone To Knoxville"   – 2:48
12. "Old Pigweed"   – 4:34

## Postava
- Mark Knopfler - gitare i glavni vokal
- Guy Fletcher - klavijature, prateći vokal
- Glenn Worf - bas-gitara
- Richard Bennett - gitare
- Jim Cox - klavir
- Chad Cromwell - bubnjevi